# Hjortebiller
Hjortebiller (Lucanidae) er en familie af biller med omkring 1.200 arter, som er grupperet i fire underfamilier. Nogle arter vokser til over 12 cm i kropslængde, men de fleste til ca. 5 cm.
Det danske navn er afledt af de store og karakteristiske kindbakker (mandibler), som er karakteristisk for hannerne af de fleste arter, og som ligner en hjorts gevir.
En velkendt art i store dele af Europa er eghjorten (Lucanus cervus), det største terrestriske insekt i Europa. Det videnskabelige navn Lucanus cervus har artsepitetet cervus, hjort.

## Beskrivelse
Hanhjortebiller er kendt for deres store mandibler. Hunhjortebiller er normalt mindre end hannerne, og med mindre mandibler, der er meget kraftigere end hannernes.  Hunnerne er som larver kendetegnet ved deres cremefarvede, fede æggestokke, der er synlige gennem huden omkring to tredjedele af vejen ned ad ryggen.
Larverne lever i flere år af rådnende træ og vokser gennem tre larvestadier, indtil de til sidst forpupper sig inde i et pupperum, der er konstrueret af omgivende træstykker og jordpartikler. I det sidste larvestadie, "L3", kan de overlevende larver af større arter, såsom Prosopocoilus giraffa, være på størrelse med en menneskefinger.

## Adfærd
Hannerne bruger deres mandibler til at kæmpe mod hinanden om foretrukne parringssteder på en måde, som ligner måden hvorpå hanhjorte bruger deres gevir til at kæmpe om hunner. Kampe kan også være om mad, såsom træsaft og rådnende frugter. På trods af deres ofte frygtindgydende udseende er hjortebiller normalt ikke aggressive over for mennesker. Under en kamp mellem de to hanner er hovedformålet med deres mandibler at løsne kløerne på modstanderens fod (tarsus) for dermed forstyrre deres balance. Fordi en hjortebilles mandibler er i stand til at overskride sin egen kropsstørrelse, er hjortebiller generelt ineffektive løbere og meget langsomme og foretrækker typisk behov for at flyve fra et sted til et andet.

## Anvendelse af mennesker
Plinius den Ældre bemærkede, at Nigidius kaldte billen lucanus efter den italienske region Lucania, hvor billerne blev brugt som amuletter.
Sammen med næsehornsbiller kan hjortebiller købes som kæledyr i Sydkorea og Japan.

## Systematik
Hjortebiller er inddelt i fire underfamilier med i alt fire danske arter:
- Underfamilie: Aesalinae; En lille parafyletisk gruppe af små, atypiske hjortebiller.[2] Ikke i Danmark.

- Underfamilie: Lampriminae; En mindre monofyletisk gruppe af hjortebiller.[2] Ikke i Danmark.

- Underfamilie: Lucaninae; En stor og monofyletisk gruppe af hjortebiller.[2]

- Bøghjort (Dorcus parallelipipedus); Hanner varierer fra 16-31 mm og hunnerne fra 14-27 mm i kropslængde. Arten er almindelig i Danmark.
- Blåhjort (Platycerus caraboides); Danmarks mindste hjortebille (9-14 mm), og er almindelig.
- Eghjort (Lucanus cervus); Meget sjælden i Danamrk. Hannerne varierer fra 30-75 mm i kropslængde, hvoraf 30-40 procent udgøres af de gigantiske kindbakker.

- Underfamilie: Syndesinae; En mindre parafyletisk gruppe af hjortebiller.[2]

- Valsehjort (Sinodendron cylindricum); Valsehjorten er 11-16 mm stor og almindelig i Danmark. På hovedet har hannen et kort, fremad- og opadrettet horn, der er forsynet med korte, stive orange hår.

## Billeder
- Bøghjort, han
- Bøghjort, hun
- Bøghjort, larve
- Blåhjort
- Blåhjort
- Eghjort, han (tv), hun (th)
- Eghjort, han
- Eghjort, hun
- Eghjort, kæmpende hanner
- Eghjort, larve
- Valsehjort)
- Valsehjort, han
- Valsehjort, han

## References
1. ↑  Smith ABT (2006) A review of the family-group names for the superfamily Scarabaeoidea (Coleoptera) with corrections to nomenclature and a current classification. The Coleopterists Bulletin 60:144–204.
2. 1 2 3 4 5  Kim SI, Farrell BD (2015) Phylogeny of world stag beetles (Coleoptera: Lucanidae) reveals a Gondwanan origin of Darwin's stag beetle. Mol Phylogenet Evol. 86:35-48. doi: 10.1016/j.ympev.2015.02.015.
3. ↑  "How to help stag beetles" (PDF). wildlondon.org.uk. London Wildlife Trust. Arkiveret fra originalen (PDF) 2. februar 2017. Hentet 7. maj 2017.
4. ↑  Goyens J, Van Wassenbergh S, Dirckx J, Aerts P. 2015 Cost of flight and the evolution of stag beetle weaponry. J. R. Soc. Interface 12: 20150222.
http://dx.doi.org/10.1098/rsif.2015.0222
5. ↑  "[남상호 자연 다큐/곤충 세계 여행④]곤충도 '황금알'을 낳는다". 시사저널 (koreansk). 2001-09-28. Hentet 2020-07-26.
6. ↑  Lombardi, Linda (26. maj 2014). "How to Care for Your Beetle". tofugu.com. Arkiveret fra originalen 6. marts 2018. Hentet 5. marts 2018.
7. ↑  Bøghjort. naturbasen.dk, Hentet 31. oktober 2023.
8. ↑  Blåhjort. naturbasen.dk, Hentet 31. oktober 2023.
9. ↑  Eghjort. naturbasen.dk, Hentet 31. oktober 2023.
10. ↑  Valsehjort. naturbasen.dk, Hentet 31. oktober 2023.